# Gewone streepslakvlieg
De gewone streepslakvlieg (Limnia unguicornis) is een vliegensoort uit de familie van de slakkendoders (Sciomyzidae). De wetenschappelijke naam van de soort is voor het eerst geldig gepubliceerd in 1763 door Scopoli.

## Uiterlijk
De vlieg kan 4,5-7,5 mm lang worden en heeft donker gevlekte vleugels. Over de torax loopt een geel-bruine lijn die aan weerszijden geflankeerd wordt door een blauwgrijze lijn. De antennes zijn opvallend hoornachtig naar voor uitgerekt en zijn voorzien van een witte spriet. 

## Voorkomen en habitat
De soort komt vrij algemeen voor van Europa tot Centraal-Azie en is te vinden in de buurt van vochtige weiden en bosranden. De larven ontwikkelen zich in slakken, die hierbij door deze larven worden opgegeten.

## Afbeeldingen

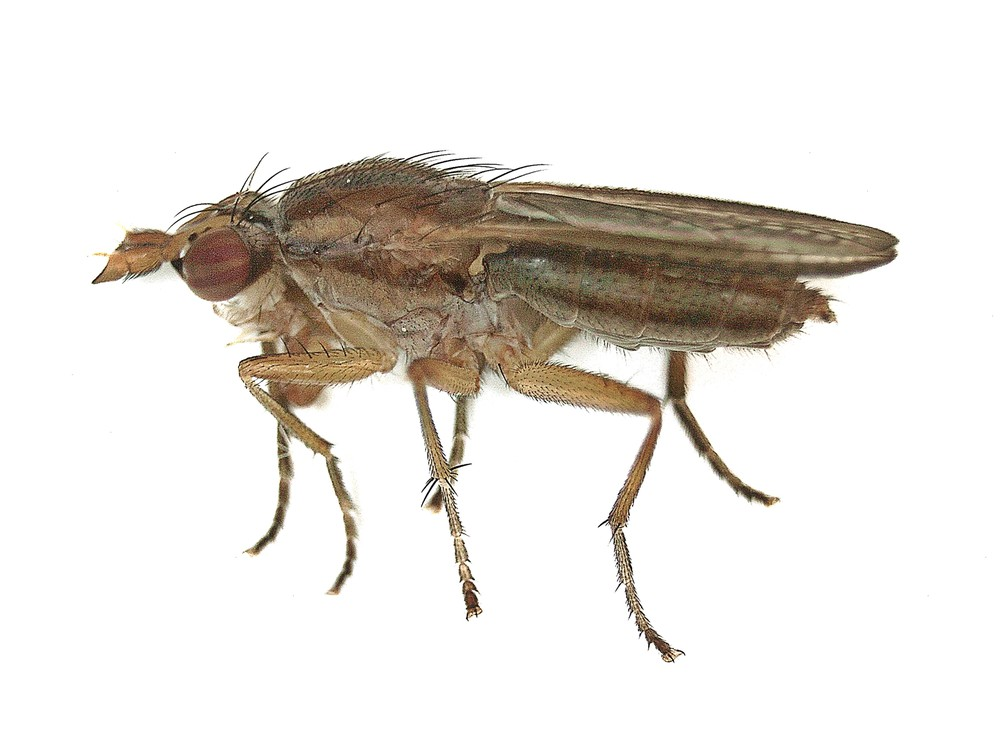
zijkant
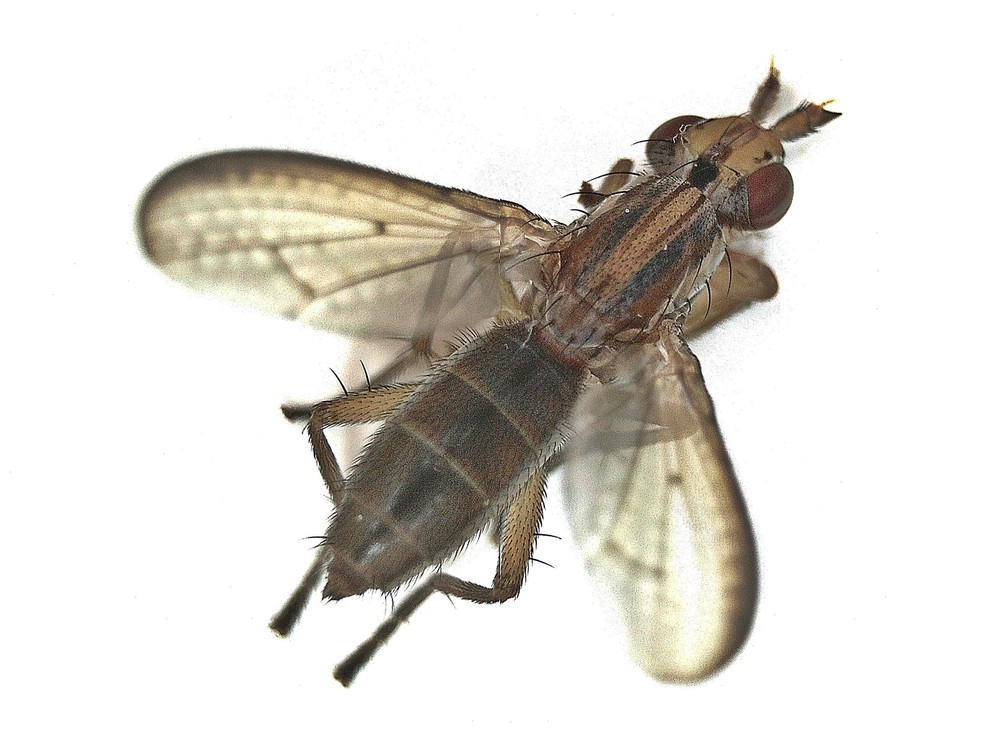
bovenkant
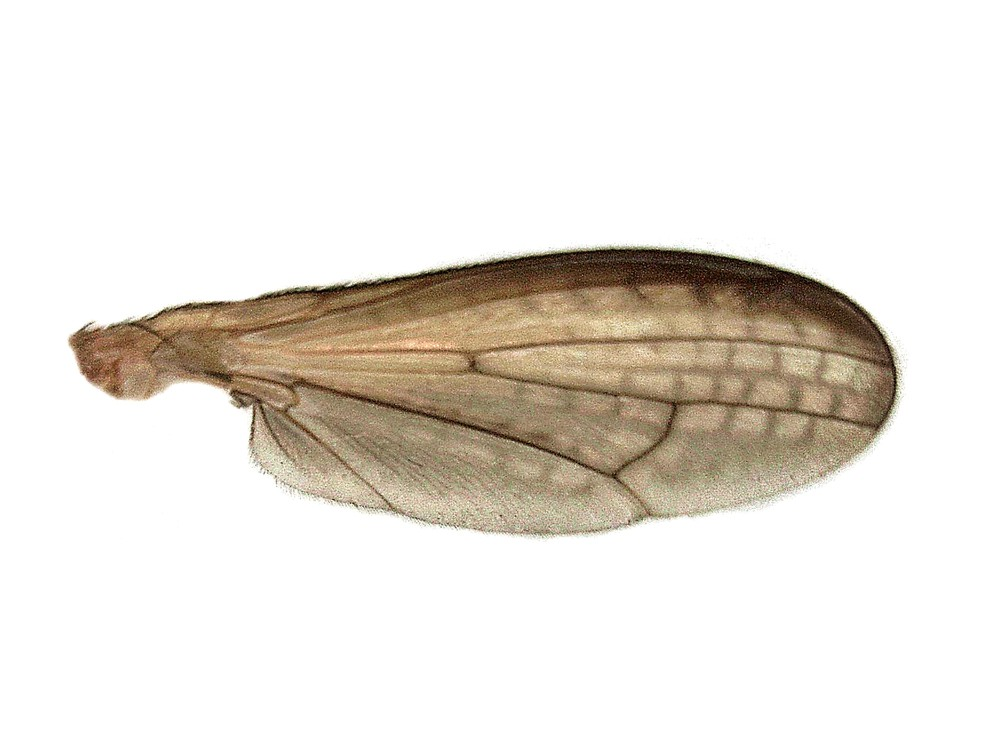
vleugel